# リアル・スピード
リアル・スピードは2011年のアメリカ制作のアクション映画。原題はBorn to Race。監督はアレックス・ラナリヴェロ。
ジョセフ・クロス、ジョン・パイパー・ファーガソンニコール・バダーンなどが出演した。続編に2013年製作の「アドレナリンRUSH」（原題 Born to Race: Fast Track）がある。

## あらすじ
主人公ダニーは一旦はプロレーサーになる事に挫折するが、昔レーサーを目指していた父フランクと出会い、再びプロレーサーを目指すことを決める。
父、友達の助けを借り、ドラッグレースの全国高校大会に出場する。
トーナメント方式で勝ち上がっていくダニーは、決勝でライバルのジェイクと当たるが…。